# Parexarnis obscurior
Parexarnis obscurior är en fjärilsart som beskrevs av Otto Staudinger 1889. Parexarnis obscurior ingår i släktet Parexarnis och familjen nattflyn. Inga underarter finns listade i Catalogue of Life.